# Káhirská 52
Termínem Káhirská 52 se rozumí 52 mužů zatčených 11. května 2001 na palubě plovoucího gay nočního klubu s názvem Queen Boat na řece Nil v egyptské metropoli Káhira.

## Obžaloba
Celkem 52 mužů bylo zatčeno a představeno před soud. 50 z nich bylo obviněno ze spáchání trestného činu opakovaná prostopášnost a obscénní chování podle § 9 odst. c) Zákona č. 10/1961 proti prostituci. Další dva byli obivněni z tretného činu hanobení víry podle § 98 odst. f) Trestního zákoníku. U všech 52 se vedla veřejná kampaň za zproštění viny.

## Vyšetřovací vazba
Podle Mezinárodní gay a lesbické komise pro lidská práva (ILGHRC) byli muži subjektem fyzického násilí a ostudných forenzních praktik snažících se o prokázání jejich homosexuality. Navíc údajně měli být drženi 22 hodin denně ve dvou stísněných celách bez postelí.

## Soudní proces

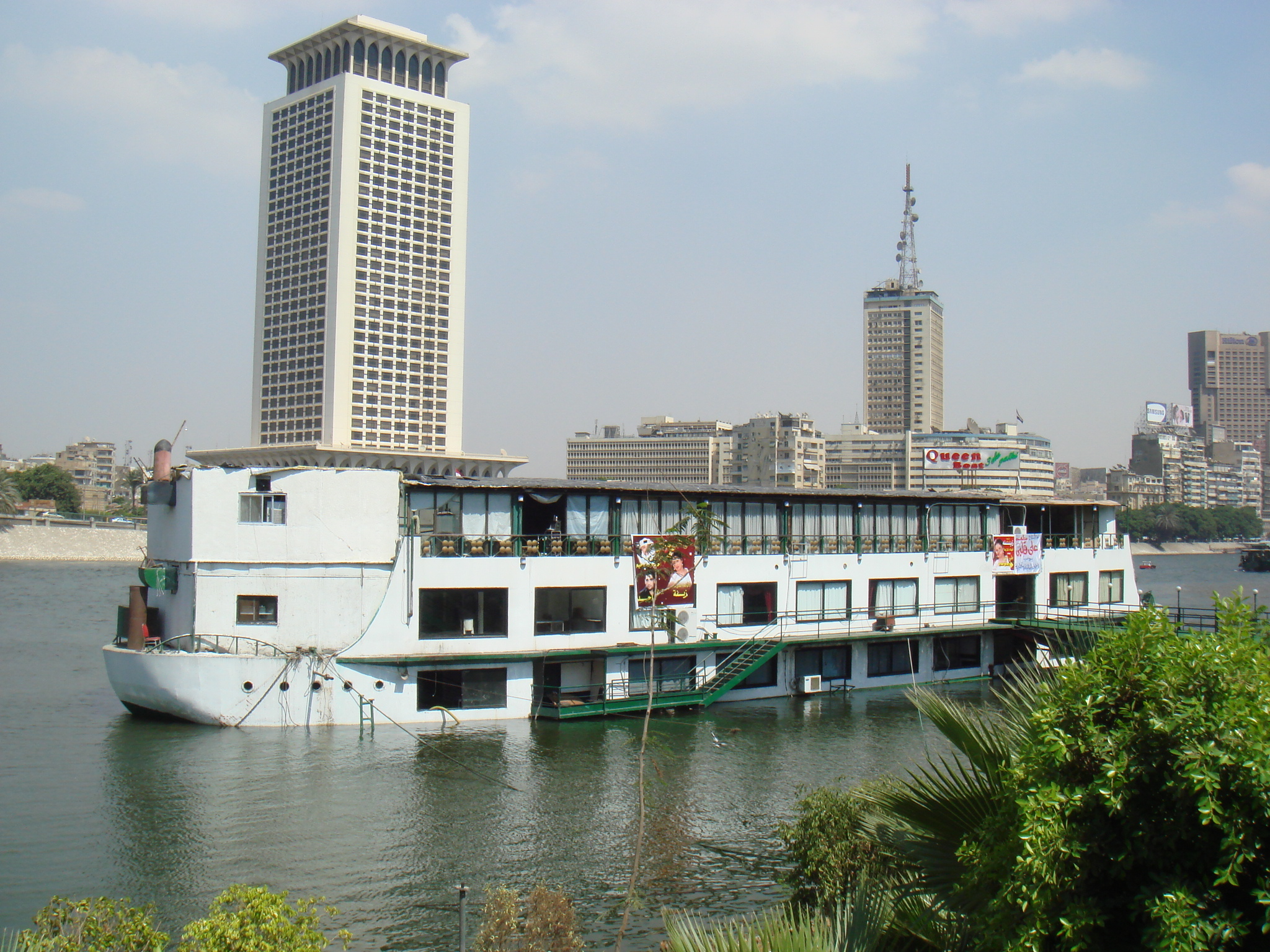
Queen Boat, plovoucí noční klub na řece Nil v centru Káhiry

Trestní proces s Káhirskou 52 trval 5 měsíců a všem obžalovaným se dostávalo ze strany tisku a médií spíše urážek a ponižování spolu se zveřejňováním jejich jmen a adres a nařčením z protistátní špionáže. Egypt v té době rovněž sklidil ostrou kritiku ze strany mezinárodních lidskoprávních organizací, členů Kongresu Spojených států amerických a OSN. Právní zástupci obžalovaných se snažili docílit jejich prohlášení za nevinné na základě nařčení justice z falešného obvinění, neadekvátních vyšetřovacích metod a falzifikovaných policejních spisů.
14. listopadu 2001 bylo 21 obžalovaných shledáno vinnými ze spáchání trestného činu opakovaná prostopášnost, jeden z nich ze spáchání trestného činu hanobení víry a další, údajný vůdce skupiny, ze spáchání obou uvedených trestných činů. Ten také obdržel nejtvrdší trest 5 let těžké práce. Padesátý třetí muž, teenager, byl souzen jako mladistvý a odsouzen ke tříleté podmínce s probační službou.
V květnu 2002 byly tyto tresty zrušeny u odvolacího soudu pod nátlakem zahraničních států a vráceny k přezkoumání soudu nižšího stupně. V červenci 2002 se konal další proces, v němž byli další dva obžalovaní shledáni vinnými z hanobení víry a jejich trestní sazba se zvýšila. Tento odvolací proces proběhl u Qasr-al-Nil, Přestupkového soudu v Káhiře, za vedení soudce Abdela Karima, stejného který rozhodoval při prvním procesu. Trval 50 minut a skončil abdikací soudce. Proces byl nakonec odložen na září a zcela uzavřen v březnu 2003. 21 mužů bylo odsouzených k 23letému vězení a 29 bylo osvobozených.

## Káhirská 52 v médiích
Případ Káhirské 52 se stal předmětem dokumentu After Stonewall Production Janeane Garofalo s názvem Dangerous Living: Coming Out in the Developing World. V reakci na proces byl rovněž natočen i film Mahera Sabryho s názvem All My Life s tématem života homosexuálních mužů v Egyptě na pozadí procesu s Káhirskou 52 a notoricky známé razii na Queen Boat.